# Smilidarnis
Smilidarnis är ett släkte av insekter. Smilidarnis ingår i familjen hornstritar.
Kladogram enligt Catalogue of Life:
| Smilidarnis | \| \| Smilidarnis concolor \| \| \| \| \| \| Smilidarnis fasciatus \| \| \| \| |
|             | \| \| Smilidarnis concolor \| \| \| \| \| \| Smilidarnis fasciatus \| \| \| \| |
|             | Smilidarnis concolor                                                           |
|             |                                                                                |
|             | Smilidarnis fasciatus                                                          |
|             |                                                                                |